# Poznań (district)
Poznań (powiat poznański) is een Pools district (powiat) in de Poolse provincie Groot-Polen. De oppervlakte bedraagt 1899,55 km², het inwonertal 358.894 (2014).

## Steden
- Buk
- Kostrzyn
- Kórnik
- Luboń
- Mosina
- Murowana Goślina
- Pobiedziska
- Puszczykowo
- Stęszew
- Swarzędz

Stadsdistricten:
Kalisz · Konin · Leszno · Poznań

Districten:
Chodzież · Czarnków · Gniezno · Gostyń · Grodzisk Wielkopolski · Jarocin · Kalisz · Kępno · Koło · Konin · Kościan · Krotoszyn · Leszno · Międzychód · Nowy Tomyśl · Oborniki · Ostrów Wielkopolski · Ostrzeszów · Piła · Pleszew · Poznań · Rawicz · Słupca · Środa Wielkopolska · Śrem · Szamotuły · Turek · Wągrowiec · Wolsztyn · Września · Złotów

Grootste steden:
Gniezno · Jarocin · Kalisz · Koło · Konin · Kościan · Krotoszyn · Leszno · Luboń · Ostrów Wielkopolski · Piła · Poznań · Śrem · Swarzędz · Turek · Wągrowiec · Września